# Suzy & Los Quattro
Suzy & Los Quattro ist eine spanische Band aus Barcelona. Beeinflusst von den Ramones, von Blondie und The Beach Boys, spielt sie Punkrock mit ausschließlich englischen Texten. Der Name der Band ist ein Tribut an die US-amerikanische Sängerin Suzi Quatro.

## Geschichte
B. B. Quattro und Suzy Chain lernten sich in der Schule kennen und begannen gemeinsam Songs von Deborah Harry und Chris Stein, Gründer der Band Blondie, zu covern. Das Paar besuchte häufig Konzerte der spanischen Bands Shock Treatment und Depressing Claim und lernten dort Coky Ordoñez und Tomás Ramos kennen, die in diesen Bands spielten. Die erste EP Freakshow mit der Besetzung Johnny Quattro an der Gitarre, B. B. Quattro am Bass und Hintergrundgesang, Tomás Ramos am Schlagzeug und Suzy Chain als dominante Sängerin, produzierte Coky Ordoñez in seinen Rockaway-Studios und wurde 2003 vom Label No Tomorrow veröffentlicht. Nachdem Freakshow beim spanischen Sender Radio Nacional de España zum Song des Jahres gekürt wurde, wurde die Gruppe zu verschiedenen Veranstaltungen eingeladen und trat nun, um Coky Quattro und Johnny Quattro als Gitarristen verstärkt, als Liveband auf. Im Oktober 2004 erschien das Debütalbum Ready to Go!
Die Band tourte in den Folgejahren erfolgreich in Spanien, Frankreich, Großbritannien, Deutschland und in Japan. In Liverpool trat sie zweimal im legendären Cavern Club auf, in Tokio spielte sie während der Tour Lipstick to Japan 2005 zwei Tage hintereinander in ausverkauftem Haus und wurde enthusiastisch gefeiert.
Die 2006 erschienene Kompilation The Singles enthält neben den Titeln der EP Freak-Show, je ein Cover von den Ramones und Twisted Sister und zwei Titel, welche die Band zusammen mit T. V. Smith eingespielt hat. 2007 verließen Coky Quattro und Tommy Quattro die Band zugunsten eigener Projekte. CG Quattro wurde als Gitarrist in die Gruppe aufgenommen, verließ sie jedoch 2008 wieder zusammen mit Johnny Quattro.
Im Juni 2008 erschien das Album Stick With It, das in der Besetzung B. B. Quattro, Suzy Chain, dem neuen Gitarristen Joey Quattro und Schlagzeuger Yuri Quattro eingespielt wurde. Tim Cross spielte bei dieser Produktion Keyboard. Als Gitarrist und Hintergrundsänger war der amerikanische Schauspieler und Musiker Robbie Rist beteiligt, der das Album produzierte.
Seit 2009 sind Suzy Chain und B. B. Quattro mit dem Gitarristen Marky Quattro und seit 2010 auch mit einem neuen Schlagzeuger Rocky Quattro auf Tour.
Das neue Studioalbum Hank, das Ende Dezember 2011 veröffentlicht wurde, ist einem Freund der Band gewidmet, der im 8. März 2009 ermordet wurde. Nach Stellungnahme der Band auf ihrer Homepage „erzählt das Album die Geschichte der Überwindung der schmerzlichsten Erfahrung, die sie je gemacht hatten“ und „sie hoffen auch, dass dieses Album anderen helfen kann, die mit einem ähnlichen Verlust fertig werden müssen.“

## Diskografie
- 2003: Freakshow, 7" EP
- 2003: Suzy & Los Quattro sing with T. V. Smith, Single
- 2003: He Could Be the One, 7" EP
- 2004: Ready to Go!
- 2006: The Singles
- 2008: Stick With It
- 2011: Hank